# Радориж-Смоляни
Радориж-Смоляни (пол. Radoryż Smolany) — село в Польщі, у гміні Кшивда Луківського повіту Люблінського воєводства.
Населення — 460 осіб (2011).
У 1975-1998 роках село належало до Седлецького воєводства.

## Демографія
Демографічна структура станом на 31 березня 2011 року:
|          | Загалом | Допрацездатний вік | Працездатний вік | Постпрацездатний вік |
| -------- | ------- | ------------------ | ---------------- | -------------------- |
| Чоловіки | 225     | 54                 | 153              | 18                   |
| Жінки    | 235     | 72                 | 116              | 47                   |
| Разом    | 460     | 126                | 269              | 65                   |